# Elsmore, Kansas
Elsmore är en ort i Allen County i Kansas. Vid 2010 års folkräkning hade Elsmore 77 invånare.